# Ampedus obscurus
Ampedus obscurus là một loài bọ cánh cứng trong họ Elateridae. Loài này được Knull miêu tả khoa học năm 1938.